# Šakkanakku
Šakkanakku (akadsko  𒇽𒃻𒃶𒅘𒆪 šakkanakku, sumersko 𒄊𒀴, GIR.NITA ali šagina) je bil uradni naslov vojaškega guvernerja. V Mariju je vladala dinastija dednih šakkanakkujev, ki jih je sprva imenovalo Akadsko kraljestvo, po njegovem propadu pa so se osamosvojili. Po pridobitvi nekakšne neodvisnosti so se od Apil-kina dalje imeli za kralje. Kritična analiza Seznama Šakkanakkujev je bila objavljena.
Približno v istem času se je naslov uporabljal tudi v Elamu, kjer je vladalo več "šakkanakkujev Elama" s tipično akadskimi imeni.
Naslov je se je v 14. stoletju pr. n. št. uporabljal tudi v Katni  in pod Kasiti v Dilmunu.

## Šakkanakkuji pod Akadci
Šakkanakkuji (vojaški guvernerji)  ali šagine (generali) so bili znani od obdobja Akadskega cesarstva. Kralj Šarkališari, na primer, je imel vojaškega guvernerja v Nipurju, zadolženega za gradnjo Enlilovega templja. Eno od let njegovega  vladanja se imenuje: "Leto, v katerem je Šarkališari imenoval Puzur-Ištarja za šagino, da bi zgradil Enlikov tempelj."

## Glavni šakkanakkuji Marija
Iz arheoloških najdb je znanih več imen šakkanakkujev Marija:
- Ištub-Ilum (okoli 2150 pr. n. št.)
- Idi-ilum (okoli 2090 pr. n. št.)
- Puzur-Ištar (okoli 2050 pr. n. št.)
- Tura-Dagan (okoli 2071–2051 pr. n. št.)

### Seznam šakkanakkujev Marija
| Ime         |  | Vladanje                   | Komentar                                                                            |
| ----------- |  | -------------------------- | ----------------------------------------------------------------------------------- |
| Ididiš      |  | okoli 2266–2206 pr. n. št. |                                                                                     |
| Šu-Dagan    |  | okoli 2206–2200 pr. n. št. | Ididišev sin.                                                                       |
| Išme-Dagan  |  | okoli 2199–2154 pr. n. št. | Vladal 45 let.                                                                      |
| Nur-Mer     |  | okoli 2153–2148 pr. n. št. | Sin Išme-Dagana.                                                                    |
| Ištub-Ilum  |  | okoli 2147–2136 pr. n. št. | Sin Išme-Dagana in Nur-Merov brat.                                                  |
| Išgum-Adu   |  | okoli 2135–2127 pr. n. št. | Vladal 5 let.                                                                       |
| Apil-kin    |  | okoli 2126–2091 pr. n. št. | Sin Išme-Dagana. Na posvetilnem napisu njegove hčerke je omenjen kot lugal (kralj). |
| Idi-ilum    |  | okoli 2090–2085 pr. n. št. | Njegovo ime se bere tudi Iddn-El; ime je napisano na njegovem votivnem kipu.        |
| Ili-Išar    |  | okoli 2084–2072 BC         | Njegovo ime je zapisano na zidaku.                                                  |
| Tura-Dagan  |  | okoli 2071–2051 pr. n. št. | Apil-kinov sin in Ili-Išarje brat.                                                  |
| Puzur-Ištar |  | okoli 2050–2025 pr. n. št. | Tura-Daganov sin. Uporabljal je naslov lugal.                                       |
| Hitlal-Era  |  | okoli 2024–2017 pr. n. št. | Puzur-Ištarjev sin. Uporabljal je naslov lugal.                                     |
| Hanun-Dagan |  | okoli 2016–2008 pr. n. št. | Puzur-Ištarjev sin. Uporabljal je naslov lugal.                                     |
| Isi-Dagan   |  | okoli 2000 pr. n. št.      | Ime je napisano na pečatu.                                                          |
| Enin-Dagan  |  |                            | Isi-Daganov sin.                                                                    |
| Itur-(...)  |  |                            | Ime je poškodovano, med njim in Enin-Daganom je praznina.                           |
| Amer-Nunu   |  |                            | Ime je napisano na pečatu.                                                          |
| Tir-Dagan   |  |                            | Itur-(...) sin.                                                                     |
| Dagan-(...) |  |                            | Ime je poškodovano in zadnje ime dokazanega šakkanakkuja.                           |

## Glavni Šakkanakkuji Elama
Približno takrat kot v Mariju so bili šakkanakkuji znani tudi v Elamu. Na Plošči z levom je Puzur-Inšušinak omenjen kot "Puzur-Inšušin(ak), ensi (guverner) Suse, šakkanakku (vojaški guverner) države Elam" (𒅤𒊭𒀭𒈹𒂞 𒑐𒋼𒋛 𒈹𒂞𒆠 𒄊𒀴 𒈣𒋾 𒉏𒆠 kutik-inšušinak ensi šuški šakkanakku mati NIMki). V času Naram-Sina Akadskega ali Šar-Kali-Šarija je imel naslov "šakkanakku države Elam" guverner z akadskim imenov Ili-Išmani, kar kaže, da je bil vazal Akadskega kraljestva.

### Seznam šakkanakkujev Elama
| Ruler           |  | Length of reign            | Notes |
| --------------- |  | -------------------------- | --- |
| Ešpum           |  | c. 2300 BC                 | Vazal Akadskega kraljestva pod Maništušujem.                                                                                |
| Ilšu-rabi       |  | okoli 2206–2200 pr. n. št. | Šakkanakku province Parašime.                                                                                               |
| Epirmupi        |  | okoli 2199–2154 pr. n. št. | |
| Ili-išmani      |  | okoli 2200 pr. n. št.      | Guverner Elama med vladanjem Naram-Sina Akadskega in/ali Šar-Kali-Šarija, in verjetno njun vazal.                           |
| Puzur-Inšušinak |  | okoli 2150 pr. n. št.      | Dobil neodvisnost od Akadskega kraljestva. Omenja se kot "Puzur-Inšušin(ak), ensi (guverner) Suse, šakkanakku države Elam". |